# 千葉県立千葉聾学校
千葉県立千葉聾学校（ちばけんりつちばろうがっこう）は、千葉県千葉市緑区にある聾学校。

## 沿革
- 1931年3月28日 - 千葉県立聾唖学校の設置および開校について認可される。
- 1947年4月1日 - 高等部（普通科）設置。
- 1948年8月1日 - 千葉県立千葉聾学校に改名。
- 1967年4月1日 - 幼稚部を設置。

## 学部
- 幼稚部 - 幼稚園に相当。
- 小学部 - 小学校の教育課程と同じ内容。
- 中学部 - 中学校の教育課程と同じ内容。教科担任制
- 高等部 - 普通科・産業技術科・理容科がある。
- 高等部専攻科 - 理容科がある。(高等部卒業後の2年制)
- 寄宿舎

キュード・スピーチ（英語: Cued speech）や発声発語訓練装置による指導、小学部、中学部、高等部では他の障害を併せ持つ児童の指導も行っている。

## 交通
- 鎌取駅より徒歩３分、または千葉中央バス「ロウ学校」バス停すぐ。